# Águila (símbolo)
Es considerado el emblema supremo de los dioses, gobernantes y guerreros. Es símbolo de la majestuosidad, valentía e inspiración espiritual. Al ser visto como el señor del aire  personifica el poder y la velocidad. 
Desde la idea hebrea, la cual dice que el águila podía quemar sus alas en el fuego solar  y luego caer al océano para salir con un par nuevo, hace parte del simbolismo bautismal, no sólo en las pilas bautismales, también en los atriles de las Iglesia. 
En la iconografía medieval el águila se asocia con la ascensión de Cristo, las alas de la oración, el descenso de la gracia y la conquista del mal. (Existe un mosaico medieval: Un águila peleando con una serpiente es el símbolo del mal derrotado)